# Serik Sapíyev
Serik Sapíyev (en kazajo: Серік Сәпиев; Abay, URSS, 16 de noviembre de 1983) es un deportista kazajo que compite en boxeo.
Participó en dos Juegos Olímpicos de Verano, obteniendo una medalla de oro en Londres 2012, en el peso wélter, y el quinto lugar en Pekín 2008, en el peso superligero. Ganó cuatro medallas en el Campeonato Mundial de Boxeo Aficionado entre los años 2005 y 2011.

## Palmarés internacional
| Juegos Olímpicos   | Juegos Olímpicos         | Juegos Olímpicos  | Juegos Olímpicos |
| Año                | Lugar                    | Medalla           | Categoría        |
| ------------------ | ------------------------ | ----------------- | ---------------- |
| 2012               | Londres (Reino Unido)    | Medalla de oro    | 69 kg            |
| Campeonato Mundial |                          |                   |                  |
| Año                | Lugar                    | Medalla           | Categoría        |
| 2005               | Mianyang (China)         | Medalla de oro    | 64 kg            |
| 2007               | Chicago (Estados Unidos) | Medalla de oro    | 64 kg            |
| 2009               | Milán (Italia)           | Medalla de bronce | 69 kg            |
| 2011               | Bakú (Azerbaiyán)        | Medalla de plata  | 69 kg            |